# Titanic (pel·lícula de 1997)
Titanic és una pel·lícula estatunidenca produïda i dirigida per James Cameron el 1997 sobre l'enfonsament del vaixell RMS Titanic.
És protagonitzada per Leonardo DiCaprio i Kate Winslet com Jack Dawson i Rose DeWitt Bukater respectivament, membres de diferents classes socials que s'enamoren durant el viatge inaugural del vaixell el 1912. La pel·lícula està co-protagonitzada per Billy Zane que interpreta el paper de Caledon Hockley, promès de Rose, Bill Paxton que interpreta a Brock Lovett, cap d'una expedició de recerques submarines de l'època actual i Gloria Stuart, que interpreta la Rose de l'any 1995.

## Sinopsi
Jack (Leonardo DiCaprio) és un jove artista que guanya en una partida de cartes un passatge a Amèrica en el primer viatge del Titanic, el vaixell transatlàntic més gran mai construït. Una vegada a bord el jove coneix a Rose DeWitt Bukater (Kate Winslet), una jove de bona família que està compromesa amb Cal (Billy Zane), un milionari envanit que busca obtenir la fama del bon cognom de la seva promesa. Jack i Rose s'enamoren, però Cal i la mare de Rose intentaran per tots els mitjans que aquesta relació no arribi a bon port. Inesperadament, la nit del 14 d'abril de 1912 el Titanic xoca contra un gran iceberg que posarà en perill la vida dels més de 2200 passatgers que hi viatgen, incloses les de Rose i Jack.

## Argument
El 1995, el caçatresors Brock Lovett (Bill Paxton) i el seu equip exploren les restes del Titanic buscant un collar, el "Cor de la Mar". Enmig de la seva cerca descobreixen un dibuix d'una dona jove recolzada, nua, que portava posat aquell collaret signat el dia de l'enfonsament del vaixell. La notícia del descobriment del dibuix apareix en televisió, cridant l'atenció a una dona, Rose Dawson Calvert (Gloria Stuart), amb 101 anys aproximadament. Juntament amb la seva neta, vola fins al vaixell de Lovett. Allà els informen que ella és la dona del dibuix i els narra els seus records, quan era ella jove de 17 anys Rose DeWitt Bukater (Kate Winslet).
Rose DeWitt Bukater embarca en el Titanic juntament amb la seva mare (Frances Fisher), el seu promès Cal (Billy Zane) i centenars de persones amb destí a Nova York. Cal és hereter d'una gran fortuna, i la mare de Rose l'ha obligada a casar-se amb ell per recuperar la fortuna i el renom que un dia tingué la família, car el seu pare mort els ha deixat amb un bon cognom i moltíssims deutes. Alhora, en un bar del port, el jove Jack Dawson (Leonardo DiCaprio) i el seu amic Fabrizio (Danny Nucci) estan jugant una partida de pòquer en la qual el guanyador s'emportarà uns passatges de tercera classe en el Titanic. Jack guanya, i ell i Fabrizio es dirigeixen ràpidament al vaixell, al qual aconsegueixen pujar-hi en l'últim moment.
Rose és una noia que viu sota les ordres de la seva mare, però que en el fons li agradaria no pertànyer a aquest món. És una noia lliure, alegre, apassionada i que somnia estimar de veritat, però que està lligada eternament a un home a qui no estima. Aquesta situació provoca que Rose comenci a replantejar-s'hi com serà la seva vida, i opta per escollir el camí menys desitjat. Quan està a punt de saltar del vaixell i posar fi a la seva vida i el futur que li espera, apareix Jack, que la convenç perquè no salti del vaixell. Tanmateix, ocorre un contratemps, i Rose està a punt de caure, llavors el crida suplicant-li ajuda. Jack aconsegueix rescatar-la, però en el moment en què ho fa hi arriben les autoritats del vaixell, alarmats pels crits de la noia, i veient una escena confusa, creuen que Jack ha intentat abusar sexualment d'ella i el detenen. La intervenció de Rose, justificant-s'hi amb una mentida, salva Jack de ser empresonat, com agraïment, l'inviten a compartir el sopar amb ells i contar la seva feta.
Jack és ajudat per una simpàtica dona anomenada Margaret Brown (Kathy Bates), a qui tots anomenen Molly, que li dona prestat un frac del seu fill. Jack es mostra molt tranquil, sense saber al grup d'aristòcrates a què s'enfronta. La vetllada transcorre sense problemes, tret de comentaris grollers i pujats de to de la mare de Rose, i aquest amb les seves paraules, demostra que tot i ésser la persona més pobra de tota la taula, és també la més carismàtica, sincera i astuta. Rose també s'assabenta d'això i, per tant, acudeix a la invitació secreta que ell li fa després d'acabar el sopar. Jack la porta a una vertadera festa, la de tercera classe, on tots hi ballen i es diverteixen al son d'una embogida música que no seria ben acceptada en el món de Rose. Ella, gràcies als seus ideals, molt diferents als que tenen els que l'envolten, es diverteix com mai amb Jack i la seva gent, i descobreix que en el fons, ells porten una vida més alegre que tots els milionaris que abunden en el transatlàntic.
El majordom de Cal, Lovejoy (David Warner), que té una mala impressió de Jack, els segueix i descobreix la festa. Així que decideix fer-li-ho saber al seu cap, i aquest el posa a l'aguait perquè segueixi Rose i l'informi del que fa. Rose és obligada per la seva mare i per Cal a deixar de veure Jack, la jove entén que seria el millor per netejar el nom del seu pare i salvar els seus negocis. Així li ho fa saber a en Jack, però, tot i que no està d'acord, aquest li confessa el seu amor, i li assegura que entén que decideixi deixar-lo, car no té cap futur que oferir-li. Tanmateix, Rose aviat canvia d'opinió, assabentant-se que, tot i ésser pobre, Jack és la persona més humana, sensata i digna del seu amor. Per això, decideix demostrar-li-ho. El busca a la proa, allà es donen llur primer petó, enmig de la posta de sol. Rose el porta a la seva cabina i li demana que la hi dibuixi com a "una de les seves noies franceses", portant només el "Cor de la Mar", que Cal li havia donat com a regal de compromís. Aviat hauran de fugir-ne de les persecucions de Lovejoy. Els joves descendeixen per les bodegues i arriben al carregament, on es refugien en el Renault de William Carter, on es deixen portar per la passió i s'entreguen l'un a l'altre. En pujar a la coberta Rose li assegura a Jack que quan arribin a Nova York s'escaparà amb ell.
A la coberta, són testimonis de la col·lisió del vaixell contra un iceberg, que el damna sense remei. Mentrestant, Cal descobreix el dibuix que Jack feu a Rose, i decideix venjar-se'n acusant-lo d'haver robat el "Cor de la Mar", la policia del vaixell el deté i l'emmanilla en una canonada de la seva oficina. Mentrestant, l'enginyer i constructor del vaixell, Thomas Andrews (Victor Garber) analitza els danys i comunica al capità Edward John Smith (Bernard Hill) i al president de la White Star Line, Bruce Ismay (Jonathan Hyde) que hi ha cinc compartiments enfonsats, un més dels que el Titanic pot suportar per a mantenir-se a la superfície, per tant, l'enfonsament és inevitable. Rose assegura que Jack no ha estat, car ha estat amb ella tot el temps, però Cal aconsegueix que cregui en ell i se l'emporta perquè embarqui en un dels bots salvavides i es salvi. Però Rose s'assabenta que l'home de la seva vida està en perill de morir ofegat, i corre a buscar-lo. Després d'intentar demanar ajut en va, empunya una destral d'incendis i allibera en Jack.
Ara, Jack i Rose han de lluitar per trobar una sortida, però descobreixen que es troben tancats en tercera classe juntament amb més passatgers i passatgeres. Jack, amb els seus dos amics, trenca la reixa que els empresona, ajudats per un banc. Cal i Jack tracten de persuadir Rose perquè pugi a un bot; però sabent que no pot deixar en Jack, salta del bot i es reuneix amb ell en l'escala de primera classe. Enutjat, Cal agafa la pistola de Lovejoy i els persegueix per les escales, fins al saló-menjador de primera classe. Un cop es queda sense munició, s'assabenta que ha posat accidentalment el diamant en un abric que li donà a Rose. Cal veu a una nena petita i l'agafa fingint ésser el seu pare, gràcies a això el deixen pujar a un bot. Aquest bot és un dels dos únics que queden al vaixell. Quan Jack i Rose pugen de nou a la coberta, ja no queden bots, de manera que decideixen quedar-s'hi al vaixell durant el major temps possible, dirigint-s'hi vers la popa del vaixell. Finalment, el vaixell es parteix i comença el seu descens final, llençant tothom a les gelades aigües de l'Atlàntic Nord. Jack i Rose se separen sota les aigües, però ràpidament es tornen a reunir. Al voltant d'ells, més d'un miler de persones moren per ofegament o hipotèrmia.
Mentrestant, en un bot, "Molly" Brown tracta de convèncer el timoner Robert Hitchens de tornar-hi i rescatar-ne gent. Jack ajuda a pujar a Rose a un plafó, però ell no pot pujar-hi. Mentre estan allà, Jack li fa prometre que mai es rendiria, que passés el que passés, lluitaria per sobreviure. Quan el Cinquè Oficial Harold Lowe (Ioan Gruffudd) torna amb el bot buit a rescatar-ne gent de l'aigua, Rose tracta de despertar Jack, però veu que ell ha mort en l'aigua gelada. Ella perd tota esperança, i vol quedar-s'hi i morir amb Jack, però recorda la promesa que li havia fet, de manera que comença a cridar a Lowe, mentrestant, el bot s'allunya sense escoltar els seus crits d'auxili.
Mantenint la seva promesa, separa la seva mà de la de Jack, deixant desaparèixer el seu cos en l'oceà. Llençant-se a l'aigua, agafa el xiulet d'un oficial mort, i hi bufa fins que els del bot l'escolten, i torner a recollir-la; només cinc persones més són rescatades, comptant amb ella; els bots són recollits pel Carpathia. A bord del Carpathia, Rose veu a Cal buscant-la entre els supervivents de tercera classe. Tapant-se la cara, evita que ell la vegi. Aquest és l'últim cop que Rose el veu. Quan el Carpathia està arribant a Nova York, Rose és registrada com Rose Dawson i, presumiblement, comença la seva pròpia vida.
A través de l'anciana Rose, coneixem que Cal es casà amb una altra dona i es suïcidà durant el crack del '29. La història subsegüent de la mare de Rose, que escapà en un bot salvavides, no és narrada. Després de completar la història, l'anciana Rose camina sola per la coberta del vaixell de Lovett, cap a la popa. Després de pujar-se a la tanca, es revela que Rose segueix conservant el "Cor de la Mar". El llença al mar, perquè s'uneixi a les altres restes de l'esdeveniment més important de la seva vida. Ha mantingut la promesa que li feu a Jack de no rendir-se mai. Després d'això, Rose es troba jacent al seu llit amb els ulls tancats, prop de les fotografies que mostren les fites que ha aconseguit al llarg de la seva vida. Per finalitzar la història es mostra l'únic desig de Rose: haver-se unit amb Jack en matrimoni. En aquesta escena es mostren les restes del Titanic trobades, la càmera va corrent per elles fins que es restaura en la seva forma original, com en una imatge ideal, arribant amb això a representar una sort d'arquetip platònic, de Titanic ideal, seguint pel restaurat vaixell, es veu a Jack i a tots els "bons", els "justos" dels que hi moriren en l'enfonsament, i només a aquests, com si fos el cel on les ànimes bones hi resideixen. Jack i Rose s'abracen i es besen, i tothom aplaudeix. Seguidament la càmera subjectiva mira des de dalt, cap a la cúpula, ara il·luminada cenitalment, en clara representació de l'Empireo de Dabte, on hi resideixen els benaventurats en la contemplació de Déu.

## Personatges

### De ficció
- Kate Winslet com Rose DeWitt Bukater: una jove de 17 anys que viatja en primera classe. Ella està promesa amb Caledon Hockley, tot i que no l'estima. Només es casarà amb ell per obligació de la seva mare, sinó, es quedarien totes dues pobres. Quan coneix a Jack s'enamora d'ell i deixa Cal. És una sobrevivent del Titanic. Després de la mort d'en Jack, ella refà la seva vida i canvia el seu nom pel de Rose Dawson. Fou actriu, es casà i tingué 2 fills, però mai oblidà el seu vertader i gran amor: Jack Dawson.
- Leonardo DiCaprio com Jack Dawson: un artista atractiu, que tot i la seva situació econòmica ha viatjat per nombroses parts del món. És molt atret per la bellesa de Rose i la salva d'un intent de suïcidi, fet que li permet barrejar-se en un sopar amb la primera classe i demostrar que tot i ser pobre és molt intel·ligent i astut. Mor per salvar la seva estimada.
- Billy Zane com Caledon Hockley: un aristòcrata que està per casar-se amb Rose. És ell qui li regala el "Cor de la Mar". Quan ell s'assabenta que Rose s'enamorà de Jack no està decidit a deixar la seva "futura esposa" i a la força l'obliga a no veure'l més. Sobreviu a la tragèdia. Es casà i heretà els milions del seu pare, però la crisi del '29 el deixà al carrer i es suïcidà.
- Frances Fisher com Ruth DeWitt Bukater: la desgraciada mare de Rose només està interessada en una cosa: casar la seva filla amb Caledon Hockley i treure profit de la seva fortuna. És una dona frívola i manipuladora i quan s'assabenta que Rose i Jack estan enamorats l'un de l'altre prohibeix a la seva filla veure el noi. Surt viva de l'enfonsament tot i que no es narra si es suïcidà per la suposada mort de la seva filla o si va seguir amb la seva vida.
- Danny Nucci com Fabrizio Di Rossi: un italià molt amic d'en Jack. Ambdós embarquen en el Titanic just abans que salpés. Creu que fou molt afortunat que el seu amic guanyés els bitllets en una mà de pòquer, ja que podrà veure la seva mare que resideix a Nova York des de fa temps... tot i que perdrà la vida en l'intent.
- Bill Paxton com Brock Lovett: un reconegut oceanògraf dels temps actuals que només està interessat a trobar el "Cor de la Mar". Per això quan descobreix en el vaixell el dibuix d'una dona lluint el collar comença la cerca per saber qui és "aquella" dona. Així és com coneix a Rose Dawson Calvert, a qui li demana que li narri la història d'ella al vaixell i com el diamant arribà a les seves mans, ella li diu que va perdre el collar durant l'enfonsament. Al final es dona a entendre que Lovett abandona la idea de trobar el famós diamant.
- David Warner com Lovejoy: ell és el majordom de Cal, tot i que de vegades és usat per espiar Rose. Quan es trenca el casc del Titanic ell es veu malferit. No és sabut si mor o no.

### Reals
- Kathy Bates com Margaret Brown: una dona anomenada per Ruth com una "nova rica" perquè recentment el seu marit havia trobat or. És simpàtica i agradable tot i que per la societat és una dona grollera i maleducada. Gràcies a ella, Jack és valent per invitar Rose a una festa en tercera classe. Sobrevisqué a la tragèdia. Aquesta dona existí en la vida real i fou anomenada com "la insumergible Molly Brown" a causa del seu valor durant la catàstrofe.
- Victor Garber com Thomas Andrews: dissenyador i constructor del Titanic. S'hi embarca durant el viatge inaugural del vaixell per arreglar qualsevol desperfecte. Es fa molt amic de Rose i li relata a ella que ell volia posar suficients bots per les 2.200 persones però la White Star Line no el deixà. Gràcies a ell s'assabenten a temps que el vaixell s'està enfonsant. Fa tot el possible per salvar tots el que pot. Mor en l'enfonsament. En la vida real, Thomas Andrews estava casat i la seva esposa esperava una filla.
- Bernard Hill com Edward John Smith: amb 26 anys d'experiència com capità el viatge inaugural del Titanic era el seu últim viatge abans de jubilar-se. Ell mor en el vaixell, tot i que a la realitat no és sabut de quina forma, per tant en la pel·lícula el fan fent-lo entrar a la cabina de comandament i els vidres que comunicaven amb un saló ja tot enfonsat es trenca i hi mor. En la pel·lícula s'ignorà una dada; el capità viatjava amb la seva esposa i filla de 13 anys.
- Jonathan Hyde com Bruce Ismay: president de la White Star Line i, per tant, amo del Titanic. Fa el viatge inaugural del seu magnífic vaixell. És ell qui obliga el capità encendre l'última caldera que es manté apagada. Sobreviu a la col·lisió i posterior tragèdia.

## Premis i nominacions[4]

### Premis
- 70a edició dels Oscars
  - Oscar a la millor pel·lícula.
  - Oscar al millor director: James Cameron.
  - Oscar a la millor cançó original: My Heart Will Go On James Horner (música), Will Jennings (lletra).
  - Oscar a la millor banda sonora: James Horner.
  - Oscar a la millor edició de so: Tom Bellfort, Christopher Boyes.
  - Oscar al millor so: Gary Rydstrom, Tom Johnson, Gary Summers i Mark Ulano.
  - Oscar a la millor direcció artística: Peter Lamont (direcció artística), Michael D. Ford (decorats).
  - Oscar a la millor fotografia: Russell Carpenter.
  - Oscar al millor vestuari: Deborah Lynn Scott.
  - Oscar al millor muntatge: Conrad Buff, James Cameron, Richard A. Harris.
  - Oscar als millors efectes visuals: Robert Legato, Mark A. Lasoff, Thomas L. Fisher i Michael Kanfer.
- 50a edició dels Globus d'Or
  - Globus d'Or al millor director: James Cameron.
  - Globus d'Or a la millor pel·lícula dramàtica.
  - Globus d'Or a la millor banda sonora original.
  - Globus d'Or a la millor cançó original: My Heart Will Go On
- 41a Premis Grammy
  - Millor Cançó Escrita per a una Pel·lícula, TV o altres mitjans visuals: My Heart Will Go On.

### Nominacions
- 70a edició dels Oscars
  - Oscar a la millor actriu: Kate Winslet.
  - Oscar a la millor actriu secundària: Gloria Stuart.
  - Oscar al millor maquillatge: Tina Earnshaw, Greg Cannom i Simon Thompson.
- 51era Premis BAFTA
  - BAFTA a la millor pel·lícula.
  - BAFTA a la millor direcció: James Cameron.
  - BAFTA al millor vestuari.
  - BAFTA al millor muntatge.
  - BAFTA al millor maquillatge i perruqueria.
  - BAFTA a la millor música.
  - BAFTA al millor disseny de producció.
  - BAFTA al millor so.
  - BAFTA als millors efectes visuals.
- 50a edició Globus d'Or
  - Globus d'Or al millor actor dramàtic: Leonardo DiCaprio.
  - Globus d'Or a la millor actriu dramàtica: Kate Winslet.
  - Globus d'Or a la millor actriu secundària: Gloria Stuart.
  - Globus d'Or al millor guió.
- César a la millor pel·lícula estrangera